# Hrabia Chesterfield
Baronowie Stanhope 1. kreacji (parostwo Anglii)
- 1616–1656: Philip Stanhope, 1. baron Stanhope

Hrabiowie Chesterfield 1. kreacji (parostwo Anglii)
- 1628–1656: Philip Stanhope, 1. hrabia Chesterfield
- 1656–1714: Philip Stanhope, 2. hrabia Chesterfield
- 1714–1726: Philip Stanhope, 3. hrabia Chesterfield
- 1726–1773: Philip Dormer Stanhope, 4. hrabia Chesterfield
- 1773–1815: Philip Stanhope, 5. hrabia Chesterfield
- 1815–1866: George Stanhope, 6. hrabia Chesterfield
- 1866–1871: George Philip Cecil Arthur Stanhope, 7. hrabia Chesterfield
- 1871–1883: George Philip Stanhope, 8. hrabia Chesterfield
- 1883–1887: Henry Edwyn Chandos Scudamore-Stanhope, 9. hrabia Chesterfield
- 1887–1933: Edwyn Francis Scudamore-Stanhope, 10. hrabia Chesterfield
- 1933–1935: Henry Athole Scudamore-Stanhope, 11. hrabia Chesterfield
- 1935–1952: Edward Henry Scudamore-Stanhope, 12. hrabia Chesterfield
- 1952–1967: James Richard Stanhope, 13. hrabia Chesterfield i 7. hrabia Stanhope